# Ahmad al-Ali
Ahmad al-Ali (* 1987) ist ein kuwaitischer Fußballschiedsrichter. Seit 2016 steht er als dieser auf der FIFA-Schiedsrichterliste, seit 2022 zudem auch noch als Videoschiedsrichter.

## Karriere
Beim Golfpokal 2019, leitete er ein Halbfinalspiel. Danach sind von ihm ab 2020 auch Länderspieleinsätze bekannt. Zudem leitete er noch eine Partie in der zweiten Runde des diesjährigen AFC Cups sowie ein WM-Qualifikationsspiel. Auch in der AFC Champions League war er ab diesem Jahr im Einsatz.
Als sogenannter Supportschiedsrichter wurde er im Sommer des Jahres 2023 für die diesjährige U-20-WM nominiert. Ein wenig später leitete er dann auch noch ein Spiel des Arab Club Champions Cup 2023. Für die Asienmeisterschaft 2024 wurde er als leitender Schiedsrichter nominiert und wird hier von Ahmad Abbas und Abdulhadi al-Anezi assistiert. Dieses Team teilt er sich mit seinem Landsmann Abdullah Jamali, welcher ebenfalls Partien bei dem Turnier leiten soll.